# Fußball-Amateurliga Bremen 1964/65
Die Fußball-Amateurliga Bremen 1964/65 war die sechzehnte Spielzeit der höchsten Amateurklasse des Bremer Fußball-Verbandes. Meister wurde der Bremer SV, dem auch der Aufstieg in die Regionalliga Nord gelang.

## Abschlusstabelle
| Pl. | Verein                 | Sp. | Tore  | Punkte |
| --- | ---------------------- | --- | ----- | ------ |
| 01. | Bremer SV              | 28  | 78:28 | 42:14  |
| 02. | Blumenthaler SV (M)    | 28  | 69:28 | 40:16  |
| 03. | Werder Bremen Amat.    | 28  | 82:30 | 39:17  |
| 04. | Eintracht Bremen       | 28  | 68:37 | 39:17  |
| 05. | AGSV Bremen            | 28  | 67:40 | 38:18  |
| 06. | Bremen 1860            | 28  | 79:48 | 31:25  |
| 07. | SV Woltmershausen      | 28  | 53:48 | 29:27  |
| 08. | Polizei SV Bremen      | 28  | 51:44 | 28:28  |
| 09. | Leher TS (N)           | 28  | 52:70 | 26:30  |
| 10. | Hastedter TSV          | 28  | 40:64 | 24:32  |
| 11. | Sparta Bremerhaven (N) | 28  | 46:74 | 23:33  |
| 12. | TSV Wulsdorf           | 28  | 39:67 | 21:35  |
| 13. | SV Hemelingen          | 28  | 34:68 | 17:39  |
| 14. | ATS Buntentor          | 28  | 32:79 | 14:42  |
| 15. | TuRa Bremen            | 28  | 26:91 | 09:47  |

| (M) | Meister der Vorsaison |
| (N) | Aufsteiger            |

## Aufstieg und Deutsche Amateurmeisterschaft
Der Meister Bremer SV konnte sich in der anschließenden Aufstiegsrunde zur Regionalliga Nord gegen den SV Union Salzgitter, den Heider SV und den SC Sperber Hamburg durchsetzen und stieg in die Regionalliga Nord auf.
Als Bremer Vertreter nahm der Blumenthaler SV an der Deutschen Amateurmeisterschaft 1965 teil und schied im Achtelfinale gegen den BC Augsburg aus.